# Campingtijd
Campingtijd, van 2020 tot 2023 uitgezonden als RTL Kampeert, is een tv-programma van de Nederlandse televisiezender RTL 4, uitgezonden op zondagen van 17:30 tot 18:00. De eerste aflevering was te zien op 26 januari 2020. 
In het programma worden campings bezocht in Europa en worden de faciliteiten bekeken. Daarnaast worden er ook campers, kampeerauto's, vouwwagens en caravans bekeken door de presentatoren.
De presentator van het eerste seizoen was Sander Janson. In het tweede seizoen werd een presentator toegevoegd: Jessica Mendels. Zij presenteerde samen met Sander van 2008 tot 2012 Campinglife. Jessica ging in het tweede seizoen (2021) langs de campings en Sander ontdekte de nieuwste tips en trend over kamperen en keek binnen bij diverse campers en caravans. Het derde seizoen van RTL Kampeert startte op 30 januari 2022 en werd gepresenteerd door Koert-Jan de Bruijn en Jessica Mendels. Ze toerden door Europa en bezochten verschillende campings met een camper en caravan.
Sinds 2023 wordt het kampeerprogramma uitgezonden onder de naam Campingtijd. In 2023 was Laurien Verstraten te zien als co-presentator naast Koert-Jan de Bruijn, opgevolgd door Saskia Weerstand in 2024.